# Ulrich Teschner
Ulrich Teschner (* 26. März 1939 in Neuruppin; † 25. Februar 2018) war ein deutscher Schauspieler, Regisseur und Drehbuchautor.

## Leben
Teschner studierte an der Theaterhochschule Leipzig. Danach war er Schauspieler an unterschiedlichen Theatern in der DDR und Regieassistent bei den DEFA-Studios für Spielfilme / Kurzfilme in Potsdam-Babelsberg. 1973 wurde er freier Autor und Regisseur beim Kulturmagazin des Fernsehens der DDR. Er beschäftigte sich mit dem Attentat vom 20. Juli 1944, dem Kreisauer Kreis und Henning von Tresckow. 1986 erhielt er aus politischen Gründen Berufsverbot. 1988 reiste er nach West-Berlin aus und arbeitete für den RIAS.

## Filmografie
Darsteller
- 1968–1971: Karriere
- 1968/87: Die Russen kommen
- 1970: KLK an PTX – Die Rote Kapelle
- 1972: Tecumseh
- 1972: Polizeiruf 110: Blutgruppe AB
- 1972: Anfang am Ende der Welt
- 1973: Die sieben Affären der Doña Juanita (vierteiliger Fernsehfilm)
- 1973: Erziehung vor Verdun
- 1973: Rätsel des Fjords
- 1975: Depot im Skagerrak
- 1976: Die Forelle
- 1980: Überblickt man die Jahre
- 1980: Meines Vaters Straßenbahn (Fernseh-Zweiteiler)
- 1983: Der Aufenthalt
- 1983: Martin Luther
- 1986–88: Vera – Der schwere Weg der Erkenntnis
- 1987: Die Alleinseglerin
- 1987: Vorspiel
- 1987: Die erste Reihe (Fernsehfilm)
- 1988: In einem Atem
- 1988: Polizeiruf 110: Eine unruhige Nacht

Regie
- 1973: Kennen Sie Naumburg?
- 1977: Berliner in Pankow
- 1980: Treffpunkt "Goldener Reiter"
- 1982: Verliebt in meinen Schreibtisch war ich nie
- 1984: O Buchenwald
- 1984: Wir haben nichts zu bereuen. Der Kreisauer Kreis und der 20. Juli 1944
- 1986: Chef des Generalstabes oder Tod auf dem Schafott. Stationen im Leben des Henning von Tresckow
- 1987: Käthe Kollwitz in Moritzburg
- 1997: Die Juden sind weg

## Hörspiele
- 1970: Armand Lanoux: Der Hüter der Bienen – Regie: Fritz Göhler (Hörspiel – Rundfunk der DDR)